# Cão de alerta médico

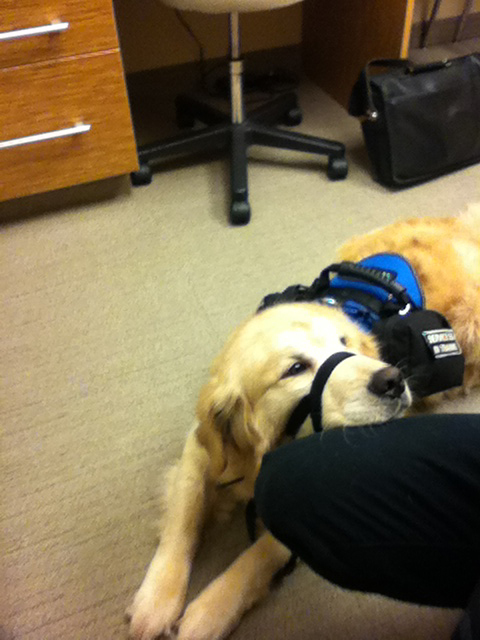
Um cão de alerta médico geralmente pode ser levado ao local de trabalho de seu tutor, como em um escritório

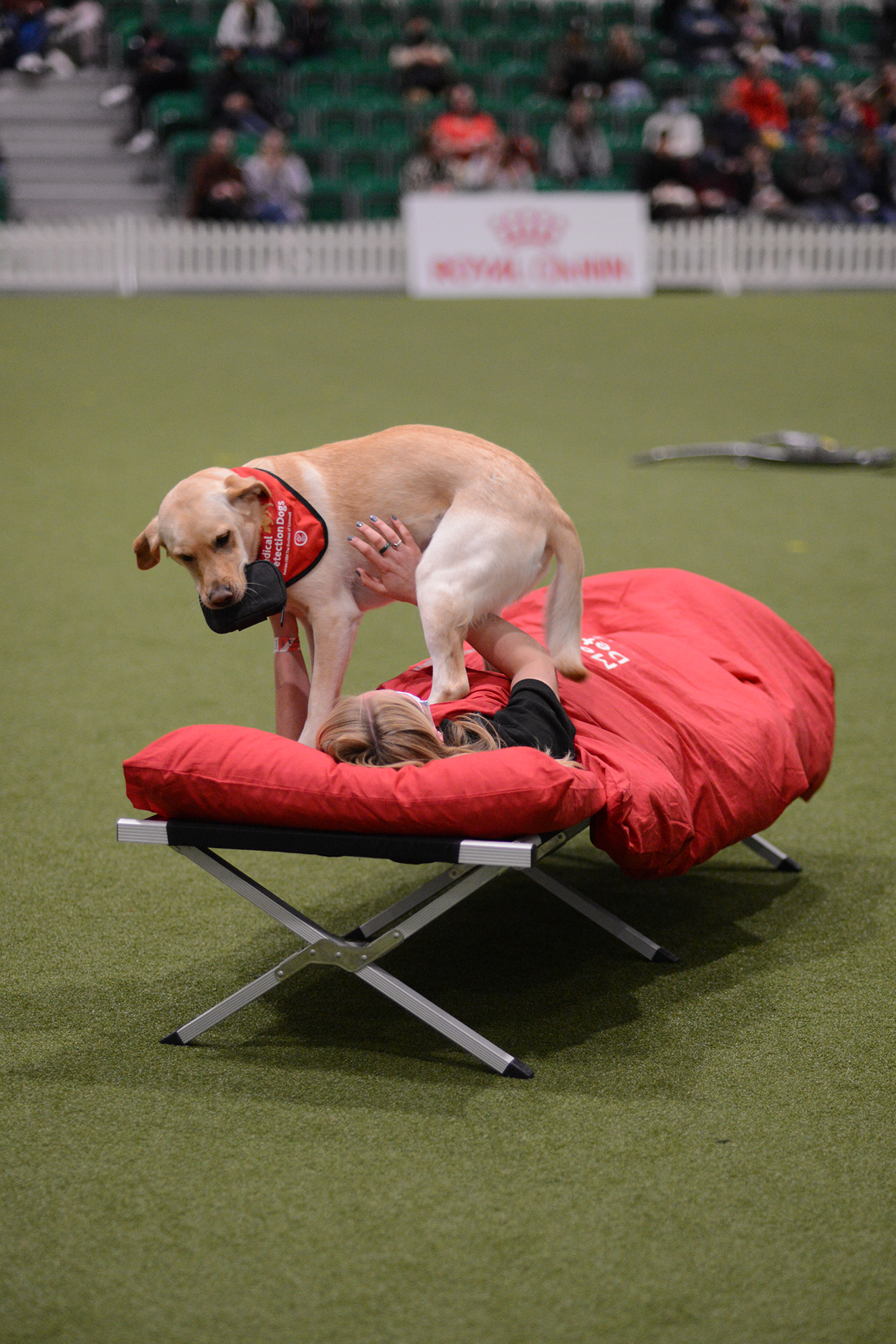
Uma demonstração de um cão acordando seu dono enquanto está segurando uma bolsa médica em sua boca

Um cão de alerta médico é um cão de assistência treinado para acompanhar e socorrer um indivíduo que possui uma necessidade médica. Normalmente, em um primeiro momento esses cães não são encarregados de lidar com epilepsias ou com determinadas condições psiquiátricas. Apesar disso, certos cães de assistência a convulsões e cães de serviço psiquiátrico podem ser considerados de resposta médica.
Muitos cães de alerta médico "alertam" seus tutores sobre suas condições antes que algo ocorra. Por exemplo, cães que dão assistência a pessoas diabéticas talvez sejam treinados a detectar quando o nível de glicemia de seu tutor se torna elevado ou abaixo do nível esperado. Feito em excesso, ou na falta deste treinamento, estes cães são treinados para ajudar a combater os sintomas de seus tutores trazendo medicamentos ou um telefone, providenciando um suporte para mobilidade e auxiliando em muitas outras funções.
Estes cães podem ser treinados por uma organização ou por seus tutores. E como todos os cães de assistência, eles devem possuir uma personalidade disposta a trabalhar e ser devidamente socializados se esperam dar assistência ao tutor em público. Não há restrições quanto a raça ou tamanho contanto que o cão desempenhe as tarefas que devem ser realizadas.